# تازه آبادكوكاو (مقاطعة إسلام آباد غرب)
تازه‌آبادكوكاو (بالفارسية: تازه‌آبادکوکاو) هي قرية تقع في قسم حومة الجنوبي الريفي (مقاطعة إسلام آباد غرب) في إيران. يقدر عدد سكانها بـ 17 نسمة بحسب إحصاء 2016.